# Vaira Vīķe-Freiberga
Vaira Vīķe-Freiberga (n. 1 decembrie 1937, Riga, Interwar Latvia⁠(d)) este un politician leton care a ocupat funcția de al șaselea președinte al Letoniei și prima femeie președinte al Letoniei. A fost aleasă președinte al Letoniei în 1999 și realesă pentru al doilea mandat în 2003. 
Dr. Vaira Freiberga este profesor și savant interdisciplinar, publicând unsprezece cărți și numeroase articole, eseuri și capitole de cărți. Ca președinte al Republicii Letonia în 1999-2007, a contribuit la aderarea Letoniei la Uniunea Europeană și NATO. Ea este activă în politica internațională, a fost numită Trimis Special pentru reforma din partea Secretarului General al Națiunilor Unite și a fost candidată oficială pentru funcția de secretar general al ONU în 2006. 
Ea rămâne activă pe arena internațională și continuă să vorbească în apărarea libertății, a egalității și a dreptății sociale și pentru nevoia Europei de a-și recunoaște întreaga istorie. Este o foarte cunoscută proeuropeană, ca atare, în decembrie 2007 a fost numită vicepreședinte al Grupului de Reflecție privind viitorul pe termen lung al Uniunii Europene. Este cunoscută și pentru activitatea ei în psiholingvistică, semiotică și analiza literaturii populare din țara natală. 
Vaira Vīķe-Freiberga lucrează ca președinte al Clubului de Madrid, cel mai mare forum mondial al foștilor șefi de stat și de guvern.

## Tinerețe și educație
Vaira Vīķe s-a născut în Riga, Letonia. La sfârșitul anului 1944, pe măsură ce a început a doua ocupație sovietică a Letoniei, părinții ei au fugit în Germania nazistă. Acolo a studiat în școala primară în limba letonă aflată în tabăra de persoane strămutate din Lübeck, Germania, unde a murit sora ei. Apoi, în 1949, familia sa s-a mutat în Casablanca în Protectoratul francez al Marocului. În Maroc, a urmat școala primară franceză în satul de lângă barajul Daourat, unde a învățat limba franceză. A continuat apoi să studieze la Collège de jeunes filles de Mers-Sultan din Casablanca. În 1954 familia ei s-a mutat la Toronto, Ontario, Canada, unde a terminat liceul. 
Vaira Vīķe a urmat colegiul Victoria la Universitatea din Toronto, absolvind cu o diplomă în arte în 1958 și un masterat în 1960, în psihologie. A lucrat la Banca Imperială Canadiană de Comerț. În 1958, cunoscând la perfecție limba engleză, franceză, letonă, spaniolă și germană, a lucrat ca traducătoare, iar anul următor a continuat să lucreze ca profesoară de spaniolă pentru clasele 12 și 13 la Ontario Ladies' College. După masterat, Vīee a lucrat ca psiholog clinic la Spitalul de Psihiatrie din Toronto la sfârșitul anului 1960. A plecat în 1961 pentru a-și continua educația la Universitatea McGill din Montréal, în timp ce a ținut prelegeri cu jumătate de normă la Universitatea Concordia. A obținut doctoratul în psihologie de la Universitatea McGill în 1965, cu o disertație supravegheată de dr. Virginia Douglas intitulată „Conceptul de învățare la copii normali și hiperactivi”.

## Viață profesională
Din 1965 până în 1998, Vaira Vīee-Freiberga a urmat o carieră ca profesoară la Departamentul de Psihologie al Universității francofone din Montreal, unde a predat cursuri de psihofarmacologie, psiholingvistică, teoria științei, metode experimentale, limbaj și procese cognitive. Cercetările ei experimentale s-au concentrat asupra proceselor de memorie și limbajului și influența medicamentelor asupra proceselor cognitive. În același timp, a făcut cercetări științifice în semiotică, poetică și analiza structurală pe calculator a textelor accesibile dintr-o tradiție orală - cântecele populare letone. În această perioadă, a scris zece cărți și aproximativ 160 de articole, eseuri sau capitole de carte și a susținut peste 250 de discursuri, alocuțiuni și comunicări științifice în engleză, franceză sau letonă și a acordat numeroase interviuri la radio, TV și pentru presa scrisă în diferite limbi.
În această perioadă, Dr. Vīee-Freiberga a deținut funcții proeminente în organizații științifice și academice naționale și internaționale, precum și într-o serie de comisii guvernamentale, instituționale, academice și interdisciplinare canadiene, unde a dobândit o vastă experiență administrativă. A primit numeroase medalii, premii și onoruri pentru munca sa distinsă în științele umaniste și sociale.
În iunie 1998, a fost aleasă profesoară emerită la Universitatea din Montreal și s-a întors în țara natală, Letonia, unde, la 19 octombrie, prim-ministrul în funcție, a numit-o ca director al Institutului Leton, recent fondat.

## Președintele Letoniei

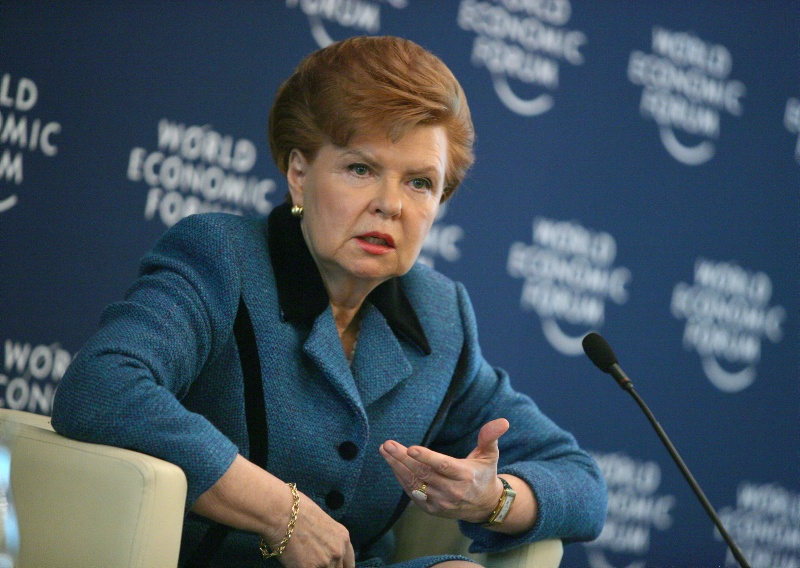
Vaira Vīķe-Freiberga la Forumul Economic Mondial 2007.

Vaira Vīķe-Freiberga a devenit președinte al Letoniei în 1999. Cu toate că nu a fost candidată în primul scrutin, ea a fost propusă de Saeima (Parlamentul Letoniei) și a fost aleasă în funcția de președinte al Letoniei la 20 iunie. Ea a intrat în funcție pe 8 iulie. A avut un rating de aprobare între 70% și 85%, iar în 2003 a fost realesă pentru un al doilea mandat de patru ani, cu 88 de voturi din 96. 

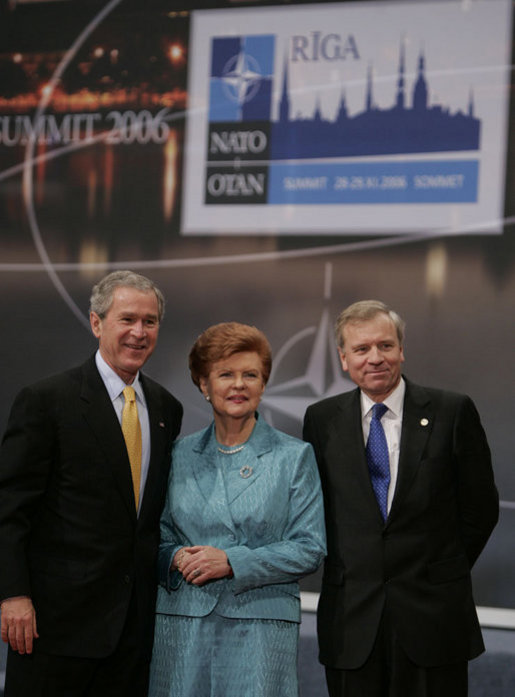
Vaira Vīķe-Freiberga cu George W. Bush și Jaap de Hoop Scheffer, la Summit-ul NATO de la Riga 2006.

Ea și-a exercitat în mod activ puterile conferite președintelui de Constituția Republicii Letonia. De asemenea, ea a jucat un rol principal în obținerea aderării Letoniei la NATO și la Uniunea Europeană. A fost invitată la numeroase evenimente internaționale (cum ar fi sesiunea comună a Congresului Statelor Unite ale Americii,  în iunie 2006). A ținut numeroase prelegeri  despre problemele sociale, valorile morale, dialogul istoric european și despre democrație. În timpul președinției, ea a vizitat frecvent orașe și sate letone pentru a se întâlni cu reprezentanți locali și cu locuitorii și a primit în fiecare an mai multe mii de scrisori de la letoni. 
În aprilie 2005, Kofi Annan, secretarul general al Națiunilor Unite, a numit-o pe Vaira Vīķe-Freiberga ca membru al echipei sale de lideri politici la nivel mondial, ajutând la promovarea agendei sale complete de reforme. În septembrie 2006, cele trei state baltice au anunțat oficial candidatura ei pentru postul de secretar general al Națiunilor Unite (funcția a fost ocupată de Ban Ki-moon de la 1 ianuarie 2007).

## După președinție
De la sfârșitul președinției din iulie 2007, dr. Vaira Vīķe-Freiberga a participat activ ca invitat la o mare varietate de evenimente internaționale. Este membru fondator și actual președinte al Clubului de Madrid, membru fondator și copreședinte al Centrului Internațional Nizami Ganjavi, membru al Consiliului European pentru Relații Externe și patron onorific al mai multor fundații. A fost membru al Comitetului de sprijin al premiului european al cărții din 2007 și un patron onorific al Colocviului de la Paris privind predarea literaturilor europene. La 14 decembrie 2007 a fost numită vicepreședinte al Grupului de Reflecție pentru viitorul pe termen lung al Uniunii Europene. În 2008, a devenit membru al Consiliului European pentru Toleranță și Reconciliere. În primăvara 2008 a fost invitată ca Senior Fellow la Institutul de Cercetări Politice de la Universitatea Harvard. În octombrie 2011, a fost președinte al Grupului de experți la nivel înalt al Comisiei Europene pentru libertatea mass-mediei.
A candidat la primul post de președinte permanent al Consiliului European. Herman Van Rompuy a fost ales în cele din urmă în această funcție. Vaira Vīķe-Freiberga a spus că, în conformitate cu Tratatul de la Lisabona și nu numai, este de dorit o Europă federală.

## Medalii și onoruri
Vīķe-Freiberga a primit numeroase medalii și premii, inclusiv Premiul Hannah Arendt din 2005 pentru gândire politică, Premiul Împăratul Otto din 2007 pentru contribuții la definirea identității și viitorului european și un premiu din partea fundației Friedrich-August-von-Hayek-Stiftung în 2009 pentru promovarea libertății și a comerțului liber. A primit 37 de ordine de merit și 16 doctorate de onoare. Este membru al Academiei Letone de Științe, al Societății Regale din Canada și membru asociat al Academiei Regale a Belgiei. În 2013, a primit premiul Cavalerul Libertății (Knight of Freedom) pentru promovarea valorilor democratice în întreaga lume, lupta pentru egalitatea femeilor, precum și eforturile pentru justiția socială. 
Patru biografii despre Vaira Vīķe-Freiberga au fost publicate (în letonă, engleză, franceză, finlandeză, italiană, rusă și spaniolă) și a fost realizat un film documentar de lungmetraj  The Threefold Sun în 2008.

## Viața de familie și personală
Vaira Vīķe-Freiberga este căsătorită cu Imants Freibergs, fost profesor de științe informatice la Universitatea Quebec din Montreal. El a fost președintele Asociației letone pentru tehnologia informațiilor și comunicațiilor ( LIKTA), în timp ce soția sa era președintele Letoniei. Cuplul s-a întâlnit la Clubul Studenților Letoni din Toronto. Au doi copii, Kārlis și Indra. Dr. Vīee Freiberga și Dr. I. Freibergs au fondat o companie, VVF Consulting, care oferă servicii de consultanță pentru organizații publice și private.

## Lucrări selectate
- Vikis-Freibergs, Vaira (ed.) (1989). Linguistics and Poetics of Latvian Folk Songs: Essays in Honour of the Sesquicentennial of the Birth of Kr. Barons. McGill–Queen's Studies in Ethnic History 4. Kingston, Ont.: McGill–Queen's University Press. ISBN 978-0-7735-0661-9. OCLC 22859230.
- Vike-Freiberga, Vaira (2000). Latvia's Place in a New Europe. European Essay 13. London: Federal Trust for Education and Research. ISBN 978-1-903403-26-6. OCLC 45682632.
- Melngailis, Emīlis (2005).  Vīķe-Freiberga, Vaira, ed. Saules balsi: Latvian Sun Song Melodies (în Latvian și English). Riga: Karogs. ISBN 978-9984-505-82-4. OCLC 68609088.[14]